# Anne-Françoise de Bruyns

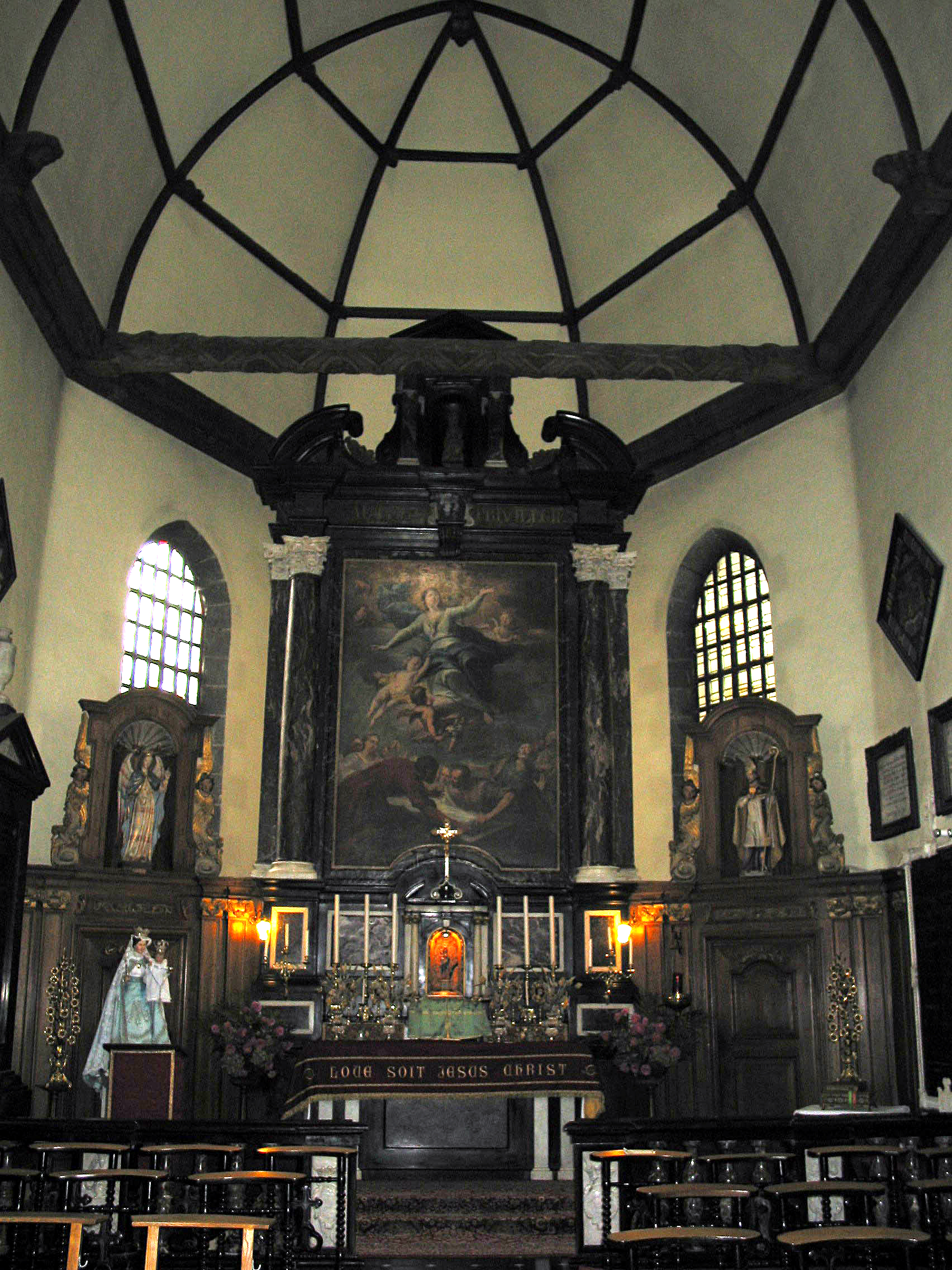
Altaarstuk van De Bruyns in de kapel Notre-Dame de Bon Vouloir te Havré

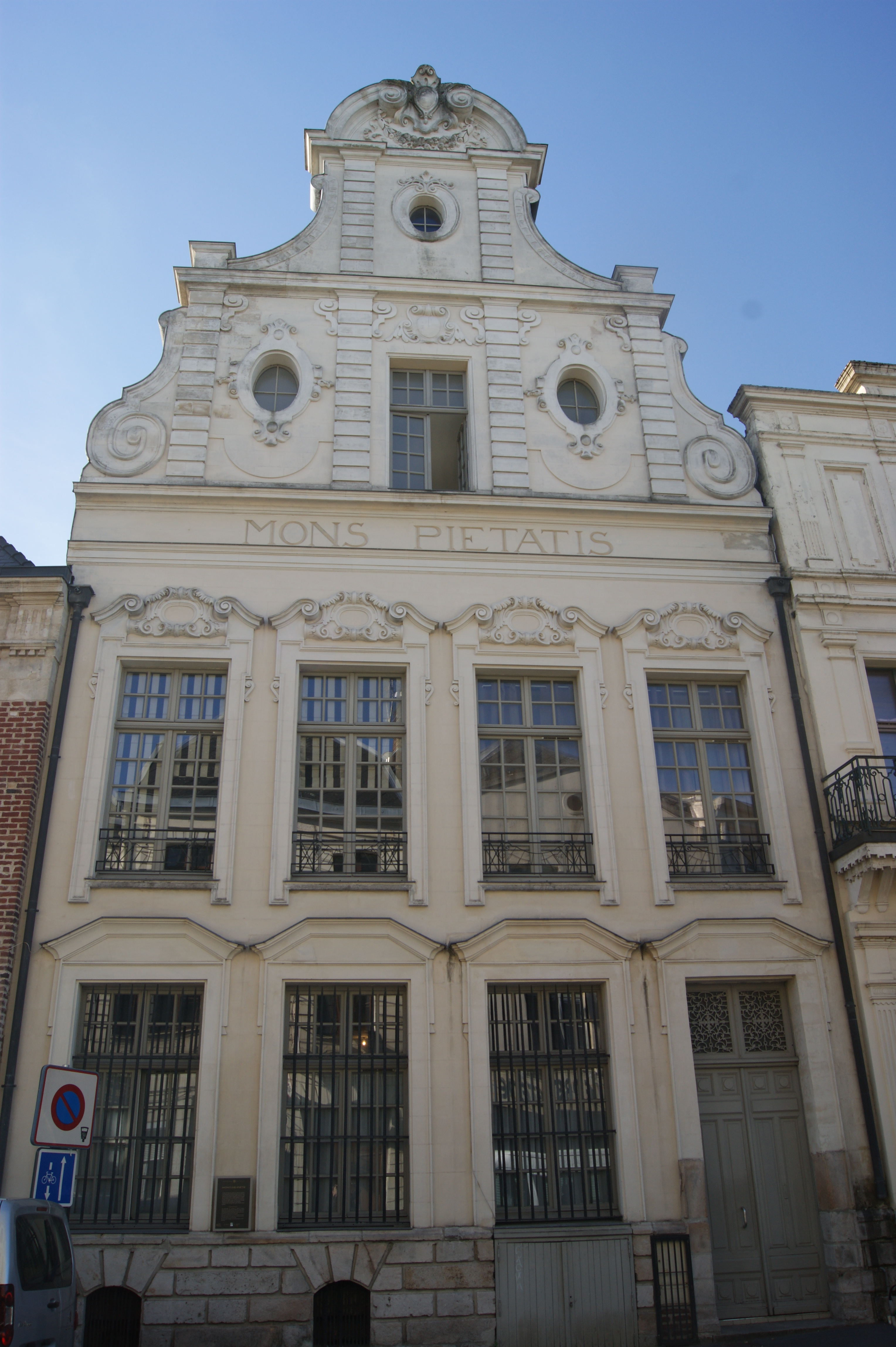
Van 1629 tot haar dood woonde De Bruyns in de berg van barmhartigheid van Atrecht, waarover haar man de leiding had.

Anne-Françoise of Anna Francisca de Bruyns, ook gespeld Bruijns en Bruins (Morialmé, 2 juni 1604 – Atrecht, 14 december 1656) was een barok kunstschilder uit de Zuidelijke Nederlanden.

## Leven
Dankzij haar zoon Jacques-Ignace Bullart zijn we goed ingelicht over het leven van De Bruyns: hij annoteerde het driedelige manuscript van de Académie des sciences et des arts (een biografisch compendium van zijn vader, bewaard in Rijsel) en hij voegde een biografie toe aan het schetsboek dat ze naliet (waarin ze 56, veelal eigenhandige tekeningen had gekleefd).
Ze was een dochter van Cornille de Bruyns en Marie Pottier. Haar vader was baljuw van Morialmé in het prinsbisdom Luik, maar verhuisde op zeker ogenblik naar Bergen in de Spaanse Nederlanden. In de kunstzinnige familie toonde Anne-Françoise al vroeg haar aanleg voor tekenen. Op tienjarige leeftijd realiseerde ze een indrukwekkende kopie van de Mammelukse ruiters van Jan Swart van Groningen. Ze werd voor opleiding naar haar neef Jacob Franquart in Brussel gestuurd, die sinds 1613 hofschilder was. Zijn lessen hadden volgens De groote schouburgh der Nederlantsche konstschilders en schilderessen (1718) tot resultaat dat De Bruyns "alle Schilderessen van dien tyd overtrof". 
Terwijl ze bij Franquart in Brussel woonde, maakte De Bruyns op zeventienjarige leeftijd zijn portret op zilver. Verrukt toonde hij het werk aan aartshertogin Isabella, die prompt het jonge talent de opdracht gaf voor een reeks over de Mysteries van de rozenkrans. Deze vijftien ovalen schilderijtjes werden in kostbare lijsten geschonken aan paus Paulus V, maar in het Vaticaan is er geen spoor meer van. 
In Brussel werd De Bruyns het hof gemaakt door Isaac Bullart (1599-1672). Ze trouwden in 1628 te Bergen, en zouden twaalf kinderen krijgen, onder wie een zoon Jacques-Ignace en vier dochters: Sabine, Isabelle, Marie Magdalena en Cécile. Hun eerste kind, Wenceslas, was vernoemd naar Wenceslas Cobergher. Dankzij hem kreeg Bullart in 1629 de leiding over de berg van barmhartigheid van Atrecht. 
Het kan haast niet anders of De Bruyns moet in Bergen Michaelina Wautier hebben gekend, een jaargenote die ook een van de voornaamste kunstenaressen van de Lage Landen werd. In tegenstelling tot de ongehuwde Wautier werd De Bruyns op mature leeftijd minder productief, tot haar eigen spijt. Haar Atrechtse huishouden eiste veel tijd op en misschien was ook de tegenkanting waarmee Bullart te maken kreeg een factor. 
Toch onderhield ze haar vaardigheden en nam ze nog geregeld het penseel op. Op een H. Maagd met Christus en Johannes de Doper beeldde ze Maria af als haar zus Antoinette en Jezus als haar jonggestorven kind Venceslas. Haar Maria Magdalena in de woestijn werd door Bullart geschonken aan de kapucinessen van Douai, toen hun dochter Cécile intrad. In Atrecht schilderde ze voorts een reeks van twaalf maagden, waarvoor ze de mooiste vrouwen van de stad model liet staan. Het schilderij van Susanna was een zelfportret. 
Haar laatste schilderij was opnieuw een portrait historié waarop ze vier van haar kinderen weergaf als religieuze figuren. Dit werk heeft ze niet kunnen voltooien omdat ze fysiek en mentaal aftakelde. Haar echtgenoot liet het afwerken door een lokale schilder en schonk het aan de augustinessen van Atrecht. Ze overleed in 1656.

## Werk
Hoewel De Bruyns al op de leeftijd van zeventien bekend stond als schilder, is haar oeuvre klein gebleven en het bewaarde deel ervan nog kleiner. Het bestaat uit een paar schilderijen, een schetsboek en enkele gravures.
Het eerste schilderij is een altaarstuk met de Tenhemelopneming van Maria. In 1631 schonk aartshertogin Isabella het hoogaltaar van de Notre-Dame de Bon Vouloir in Havré, een kapel gebouwd voor de familie Croÿ. Voor het grote doek van Maria-Tenhemelopneming deed ze een beroep op De Bruyns. 
Het andere schilderij dat aan haar kan worden toegeschreven, is de Rijk geklede vrouw die in 1993 werd verhandeld te Luzern. Op de achterzijde is het opschrift A.F. de Bruyns 1633 te lezen. Fysieke gelijkenis suggereert dat het om een zelfportret kan gaan. De geportretteerde draagt parels in het haar.
Tot het in prent bewaarde werk behoort haar portret van Jacob Franquart uit 1622 en haar zelfportret op 24-jarige leeftijd. Beiden zijn gegraveerd door Wenceslas Hollar.

## Voetnoten
1. 1 2  Anna Francisca de Bruyns, Ecartico (bezocht 5 december 2024)
2. ↑  Bibliothèque municipale de Lille, ms. 817-819
3. ↑  Florent Le Comte, Cabinet des singularitez d'architecture, peinture, sculpture et graveure, vol. I, 1699, p. 265-266

- Biografisch Portaal: 45101092
- Gemeinsame Normdatei: 14295666X
- International Standard Name Identifier: 0000 0001 0786 4213
- RKD-Nederlands Instituut voor Kunstgeschiedenis: 13695
- Union List of Artist Names: 500057697
- Virtual International Authority File: 96065854
- WorldCat: E39PBJccbbWmCy6QgVPvVQHjYP